# Nanou Garcia
Pour les articles homonymes, voir García.
Nanou Garcia est une actrice et scénariste française.

## Filmographie

### Actrice

#### Longs métrages
- 1986 : Black Mic-Mac de Thomas Gilou
- 1987 : Poule et Frites de Luis Rego
- 1988 : À la vitesse d'un cheval au galop de Fabien Onteniente
- 1992 : Un cœur en hiver de Claude Sautet
- 1992 : La Crise de Coline Serreau
- 1994 : Les Braqueuses de Jean-Paul Salomé
- 1999 : Mille bornes d'Alain Beigel
- 2003 : Le Bison (et sa voisine Dorine) de Isabelle Nanty
- 2005 : Palais royal ! de Valérie Lemercier
- 2007 : La Tête de maman de Carine Tardieu
- 2010 : Gardiens de l'ordre de Nicolas Boukhrief
- 2010 : Tout ce qui brille de Géraldine Nakache et Hervé Mimran
- 2010 : Le Nom des gens de Baya Kasmi et Michel Leclerc
- 2011 : Mon père est femme de ménage de Saphia Azzeddine
- 2011 : Beau Rivage de Julien Donada
- 2012 : Par amour de Laurent Firode
- 2013 : Chez nous c'est trois ! de Claude Duty
- 2013 : Les Garçons et Guillaume, à table ! de Guillaume Gallienne
- 2013 : 100% cachemire de Valérie Lemercier
- 2013 : Je fais le mort de Jean-Paul Salomé
- 2014 : Zouzou de Blandine Lenoir
- 2017 : À bras ouverts de Philippe de Chauveron
- 2017 : Aurore de Blandine Lenoir
- 2017 : Marie-Francine de Valérie Lemercier
- 2019 : L'Autre Continent de Romain Cogitore
- 2020 : Forte de Katia Lewkowicz
- 2022 : Qu'est-ce qu'on a tous fait au Bon Dieu ? de Philippe de Chauveron

#### Courts métrages
- 1984 : La Combine de la girafe de Thomas Gilou
- 1987 : Kadhafi mon amour de Laurent Deboise
- 1987 : La Princesse surgelée d'Olivier Esmein
- 1989 : Bobby et l'aspirateur de Fabien Onteniente
- 1997 : Il y a des journées qui mériteraient qu'on leur casse la gueule d'Alain Beigel
- 2001 : Les Inévitables de Christophe Le Masne
- 2002 : Naturellement de Christophe Le Masne
- 2002 : Pas de pitié de Blandine Lenoir
- 2004 : (Mon) Jour de chance de Nicolas Brevière : L'infirmière aux urgences
- 2004 : Comme un boomerang de Nicolas Brevière
- 2004 : Dans tes rêves de Blandine Lenoir
- 2005 : Rosa de Blandine Lenoir
- 2006 : Et alors de Christophe Le Masne :
- 2006 : Pour de vrai de Blandine Lenoir
- 2008 : Do de Pauline Pallier :
- 2009 : Annie de Francia de Christophe Le Masne
- 2010 : Monsieur l'Abbé de Blandine Lenoir
- 2010 : Groenland de Muriel Breton
- 2013 : Liga de Cristina Pinheiro
- 2017 : Hédi & Sarah de Yohan Manca
- 2019 : Les cheveux longs de Sophie Muller

#### Scénariste
- 2002 : Naturellement de Christophe Le Masne (court-métrage)
- 2003 : Dans tes rêves (court-métrage): Blandine lenoir
- 2006 : Et alors de Christophe Le Masne (court-métrage)
- 2007 : Pour de vrai de Blandine Lenoir (court-métrage)
- 2009 : Annie de Francia de Christophe Le Masne (court-métrage)

### Télévision

#### Téléfilms
- 1983 : La traversée de l'Islande de Alain Levent : Michelle
- 1992 : Bienvenue à Bellefontaine de Gérard Louvin
- 1996 : Mylène de Claire Devers : La mère de Didier
- 1998 : La balle au bond de Williams Crépin : Chantal
- 1998 : Maintenant et pour toujours de Joël Santoni et Daniel Vigne : Isabelle
- 2000 : Le bois du Pardoux de Stéphane Kurc : Linette
- 2003 : Par amour de Alain Tasma : Violaine
- 2004 : Qui mange quand? de Jean-Paul Lilienfeld : La directrice de la créche
- 2005 : Le triporteur de Belleville de Stéphane Kurc
- 2006 : Ange de feu de Philippe Setbon : Paula Bastiani
- 2008 : Baptêmes du feu
- 2008  : Désobéir (Aristides de Sousa Mendes) de Joël Santoni
- 2011 : La crèche des hommes de Hervé Brami
- 2015 : Souviens-toi de Philippe Venault
- 2019 : Huguette d'Antoine Garceau

#### Séries télévisées
- 1987 : Objectif Nul et les Zazars - épisodes Vaisseau et fausses pub
- 1994 : Commissaire Moulin - Saison 5, épisode 4 "Le récidiviste" d'Yves Rénier
- 1994 : Navarro - Saison 6, épisode 7 "Les gens de peu" de Patrick Jamain
- 1995 : François Kléber - Épisode 6 "La mémoire vive" de Patrick Jamain
- 1999 : Justice - Épisodes 1 "Blessure d'enfance" et 3 "Intrigues" de Gérard Marx
- 1999 : Julie Lescaut - Saison 8, épisode 1 "Arrêt de travail" de Pascal Dallet
- 1999 : Navarro - Saison 11, épisode 3 "Thomas, l'enfant battu" de Patrick Jamain
- 2000 : P.J. - Saison 4, épisode 3 "Détournement" de Gérard Vergez
- 2002 : Avocats & associés - Saison 5, épisode 7 "Meurtre par procuration" de Christian Bonnet
- 2004 : Juliette Lesage, médecine pour tous - Épisode 2 "Précautions d'emploi" de Christian François
- 2005 : Équipe médicale d'urgence de Étienne Dhaene
- 2007 : SOS 18 - Saison 4, épisode 3 "Faibles femmes" de Patrick Jamain
- 2013 :   Candice Renoir - Saison 1, épisode 5 "Tel est pris qui croyait prendre"
- 2014 : Le Sang de la vigne - Saison 4, épisode 4 "Le mystère du vin jaune" de Régis Musset
- 2015 : Paris de Gilles Bannier
- 2018 : Vingt cinq OCS de Bryan Marciano
- Netflix 2018 : Plan cœur Renaud Bertrand

## Doublage

### Cinéma

#### Films
- Frances McDormand dans :
  - Sang pour sang (1985) : Abby
  - Fargo (1996) : Marge Gunderson
  - The Barber (2001) : Doris Crane
  - Burn After Reading (2008) : Linda Litzke
  - Moonrise Kingdom (2012) : Laura Bishop
  - The French Dispatch (2020) : Lucinda Krementz
- 1998 : Sexcrimes : Détective Gloria Perez (Daphne Rubin-Vega)
- 2002 : Apartment 5C : Jenny (Olga Merediz)
- 2003 : Mon boss, sa fille et moi : Audrey Bennett (Molly Shannon)
- 2003 : La Jeune Fille à la perle : Tanneke (Joanna Scanlan)
- 2003 : Scary Movie 3 : Shérif Champlin (Camryn Manheim)
- 2005 : Une belle journée : Joan (Brenda Blethyn)
- 2007 : Rendez-vous à Brick Lane : Razia (Harvey Virdi)
- 2008 : Zack et Miri font un porno : Roxanne (Anne Wade)

## Théâtre
- 2024 au théâtre. EXIT de B. Gautier et K.Dubernet. Train bleu Avignon 2024. Théâtre 14.
- 2021 :  Brèves de comptoir, tournée générale ! de Jean-Marie Gourio, mise en scène Jean-Michel Ribes, théâtre de l'Atelier
- 2019 - 2020 : La Vie de Galilée de Bertolt Brecht, mise en scène Claudia Stavisky, La Scala, théâtre des Célestins, La Criée, tournée
- 2019 : La Cerisaie d'Anton Tchekov, mise en scène de Nicolas Liotard et Magalie Nadaud, théâtre de la Tempête, Scène Watteau
- 2018 : Abeilles, de Gilles Granouillet, mise en scène de Magali Léris, au Théâtre de Cachan et Théâtre de Belleville, Atrium de Fort de France
- De 2015 à 2018 au théâtre : "L'Oiseau Vert" de Carlo Gozzi, mise en scène Laurent Pelly (Théâtre National de Toulouse, Tournée, Printemps des Comédiens, Théâtre de la Porte Saint Martin)
- 2017 : Rabbit Hole de David Lindsay-Abaire, mise en scène Claudia Stavisky, théâtre des Célestins
- 2014 : Comme s'il en pleuvait de Sébastien Thiéry mise en scène de Bernard Murat (en tournée) et captation France 2 du 29 avril.
- 2013 : Enfermées de Rona Munro mise en scène de Magali Léris, théâtre Jean-Arp de Clamart
- 2012 : Yes peut être de Marguerite Duras de Mise en scène Gilles Masson et Virginie lacroix pour Hybride Cie Théâtre Pantha de Caen
- 2012 : Les divas de l'obscur de Federico Mora Mise en scène Stéphan Druet. Festival Nuits d'été Argentine
- 2011 : Aller chercher demain de Denise Chalem, mise en scène Didier Long, Théâtre de Paris
- 2010 : Se dice de mi en Buenos Aires de Federico Mora, mise en scène de Stéphan Druet, Festival des Nuits d'été Argentines
- 2006-2007 : Willy Protagoras enfermé dans les toilettes de Wajdi Mouawad, mise en scène Magali Léris Théâtre des Quartiers d'Ivry
- Edgard et sa bonne et Le Dossier Rosafol d'Eugène Labiche, mise en scène Yves Beaunesne, tournée en France et en Suisse
- Le Malade imaginaire ou le Silence de Molière de Molière et Giovanni Macchia, mise en scène Arthur Nauzyciel, tournée AFAA et en France
- L'Éveil du printemps de Frank Wedekind, mise en scène Yves Beaunesne, tournée en France
- Le Bourgeois gentilhomme de Molière, mise en scène Jérôme Savary, Théâtre national de Chaillot
- 1995 : Les Enfants de chœur de Louis-Michel Colla, mise en scène Franck de Lapersonne, Théâtre de la Gaîté-Montparnasse
- L'Importance d'être Constant d'Oscar Wilde, mise en scène Jérôme Savary, Théâtre national de Chaillot
- Chantecler d'Edmond Rostand, mise en scène Jérôme Savary, Théâtre national de Chaillot
- Un couple infernal de Carole Brenner et Martyne Visciano, mise en scène Isabelle Nanty, Le Splendid
- Marilyn Montreuil de Jérôme Savary et Diane Tell, mise en scène Jérôme Savary, Théâtre national de Chaillot et tournée France et étranger
- Radix (La Fabriks excentrique), mise en scène Jean-Michel Bruyère, Grande halle de la Villette, tournée France et étranger
- Freaks de Tod Browning, adaptation et mise en scène Geneviève de Kermabon, Festival d'Avignon 1988, Théâtre des Bouffes du Nord
- Loto-psy de Nanou Garcia et Denis Lefdup, mise en scène Denis Lefdup, Printemps de Bourges et Avignon
- El secundo de Patrick Timsit et Fabrice Nataf, mise en scène Patrick Timsit, Théâtre Tristan-Bernard
- Palier de crabes de Charlotte de Turckheim et Hervé Hiolle, mise en scène Alain Marcel, Théâtre Rive Gauche
- Rires de crises de Jean-Marie Boyer, mise en scène Jean-Marie Boyer, Théâtre du Lucernaire
- Shame, écriture collective des Maîtres du Monde, mise en scène collective dirigée par Sylvie Coulon, Théâtre de l'Espace de la Gaîté et du Lucernaire, Avignon 1985 (Prix de l'Humour), tournée en France
- Les Bijoux indiscrets de Denis Diderot, adap. Jean-Marie Boyer, mise en scène Jean-Marie Boyer, Théâtre de l'Épicerie
- Le Faucon malfait de Sophie Blin, mise en scène collective Théâtre de l'Espace de la Gaîté, Festival de Stavelot (Belgique)
- La Chasse au Snark de Lewis Carroll, adap. Jean-Marie Boyer, mise en scène Jean-Marie Boyer, Théâtre 14, Festival de la Foire Saint-Germain, tournée en France
- Le Chevalier d'Olmedo de Lope de Vega, mise en scène Pierre Léomi, Festival de la Foire Saint-Germain
- La Maison de Bernarda Alba de Federico García Lorca, mise en scène Diane Niederman, Théâtre Présent

## Distinction
- Molières 2011 : nomination au Molière de la comédienne dans un second rôle pour Aller chercher demain